# 보문산성
보문산성(寶文山城)은 대전광역시 중구 대사동, 보문산에 있는 백제의 산성이다. 1989년 3월 18일 대전광역시의 기념물 제10호로 지정되었다.

## 개요
대전광역시 중구 대사동 보문산(해발 406m) 정상 부분의 산세를 이용하여 쌓은 성으로, 둘레는 300m이다.
성벽은 자연지형에 따라 간단하게 다듬은 네모난 돌을 이용하여 쌓았으며, 성벽 바깥면은 조금씩 안쪽으로 둘러쌓아 쉽게 무너지지 않도록 하였다. 암반으로 형성된 동쪽과 북쪽의 급경사면에는 별도로 성벽을 쌓지 않았다. 발굴조사 결과 남문터가 확인되었고, 현재 통행로로 사용되는 북문을 통해 고려시대에는 성문폭을 좁혀서 사용한 것을 알 수 있다. 동쪽 성벽 아래에서는 청동기시대 후기의 주거지 유적과 민무늬토기, 덧띠무늬토기 등이 발견되었다.
이 성은 백제 말에 신라와의 전투가 치열하던 때에 만들어진 것으로, 인근에 있는 산성들과 쉽게 연락을 취하기 위한 목적에서 만든 것으로 보인다.

## 현지 안내문
보문산 남쪽 해발 406m의 산 정상부에 테를 두르듯 돌로 쌓아 만든 테뫼식 석축 산성으로 백제시대 말기 신라와 치열한 전투를 하던 시기에 쌓은 것으로 추정된다. 성의 둘레기 300m 정도로 규모는 작지만, 인근의 산성들과 쉽게 연락을 취할 수 있는 지형적 조건을 갖추어 전략상 중요한 요충지이다. 성벽은 자연지형을 이용하여 대부분 흙을 깍아내고 바깥쪽에만 돌을 쌓아 만들었으나, 동남벽은 다듬은 돌을 안팎으로 쌓고 가운데 부분에는 돌을 채우는 수법을 사용하였으며, 동북부 급경사면은 자연 지세를 그대로 이용하여 성벽을 쌓지 않았다. 문터는 남문터와 북서쪽의 서문터가 있으며 남문터는 후대에 폐쇄시킨 것으로 확인되었다. 성내 북쪽 끝에서 장대지가 확인되었다. 이 산성에서는 백제·고려 시대의 토기 및 기와 조각과 토말 그리고 청동기 시대의 유물인 민무늬토기가 발견되었다.

## 같이 보기
- 보문산

## 참고 자료
- 보문산성 - 국가유산청 국가유산포털